# Життя Бетховена
«Життя Бетховена» (рос. «Жизнь Бетховена») — радянський телефільм 1978 року, знятий режисером Борисом Галантером на Творчому об'єднанні «Екран».

## Сюжет
Біографічний фільм про життя та творчість німецького композитора Людвіга ван Бетховена.

## У ролях
- Павло Кадочников — Ромен Роллан
- Олександр Кайдановський — Антон Шиндлер, юрист та музикант, секретар Бетховена
- Альгімантас Масюліс — Стефан Брейнінг
- Альберт Філозов — Фердинанд Ріс, друг і улюблений учень Бетховена, німецький композитор та піаніст
- Лілія Толмачова — Джульєтта Гвіччарді
- Зиновій Гердт — Ніколаус Цмескаль, композитор, віолончеліст
- Анатолій Ромашин — Франц Вегелер, найближчий друг Бетховена, професор медицини, ректор Боннського університету
- Бруно Фрейндліх — Йосип Гайдн
- Валерій Кузін — лікар Ваврух
- Олександр Вокач — Йоганн Гуммель, австрійський композитор та піаніст-віртуоз
- Юріс Стренга — абат Аменда (озвучив Артем Карапетян)
- Всеволод Соболєв — Максиміліан Франц
- Леонардас Зельчюс — Йоган Бах, адвокат
- Вікторас Шинкарюкас — Йоган ван Бетховен, брат Бетховена
- Михайло Козаков — Джоаккіно Россіні
- В'ячеслав Єзепов — Франц Шуберт
- Йонас Пакуліс — Карл Бурсі
- Долореса Казрагіте — графиня Анна-Марія Ердеді
- Леонід Недович — Йоган Канка, адвокат
- Борис Романов — Герхард Рау, керуючий Віденським банком
- Едда Урусова — фрау Салі, служниця Бетховена
- Олексій Булатов — відомий офіцер
- Робертас Вайдотас — Герхард Брейнінг, син Стефана Брейнінга
- Гедимінас Гірдвайніс — свідок на конгресі
- Людмила Поргіна — свідок на конгресі
- Олександр Ільїн — свідок на конгресі
- Нійоле Лепешкайте — Брунсвік
- Інесса Палюліте — Тереза Малфаті
- Валентинас Масальскіс — епізод
- Галина Левченко — дама на балу

## Знімальна група
- Режисер — Борис Галантер
- Сценарист — Борис Добродєєв
- Оператори — Роман Веселер, Валерій Шаров
- Художник — Елеонора Віницька